# 伊普赛姆
伊普赛姆（法語：Hipsheim，法語發音：[ipsaim]）是法国下莱茵省的一个市镇，属于塞莱斯塔-埃尔什泰因区。 

## 地理
伊普赛姆（48°27'59"N, 7°40'34"E）面积4.52 平方千米，位于法国大東部大區下莱茵省，该省份为法国大陆部分最东部的省份，是阿尔萨斯的一部分，今与上莱茵省组成了阿尔萨斯欧洲集体，其南至上莱茵省，西南接孚日省和默尔特-摩泽尔省，西接摩泽尔省，北与德国接壤，东侧沿莱茵河与德国相望。
与伊普赛姆接壤的市镇（或旧市镇、城区）包括：埃绍、伊克特拉特赞、利梅尔桑、诺尔杜斯。
伊普赛姆的时区为UTC+01:00、UTC+02:00（夏令时）。

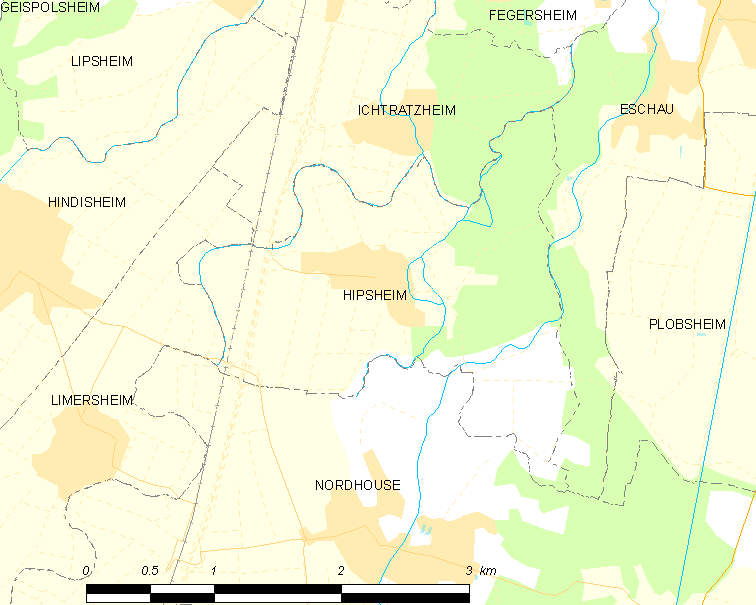
伊普赛姆的OSM定位图

## 行政
伊普赛姆的邮政编码为67150，INSEE市镇编码为67200。

## 政治
伊普赛姆所属的省级选区为埃尔什泰因区。

## 人口

1962-2008年间伊普赛姆人口变化图示

伊普赛姆于2022年1月1日时的人口数量为1014人。